# Heszlényi József
Heszlényi József (született: Heyszl József, 1890. július 24. – 1945. június 2.) tüzér vezérezredes, a 3. magyar hadsereg parancsnoka.

## Életrajza

### Ifjúkora
1911-ben végezte el a katonai műszaki akadémiát. Katonai szolgálatát a közös hadseregben kezdte, de miután a honvédségnél is rendszeresítették a tüzérségi fegyverzetet, átlépett, és annak tagjaként harcolt az első világháborúban.
1919-20-ban minisztériumi szolgálatot látott el, majd miután elvégezte a Ludovika tiszti továbbképző tanfolyamát, a vezérkarhoz került.

### Katonai szolgálata
1936-ban a honvéd főparancsnok szárnysegéde lett. Ezután csapatszolgálatot látott el dandárparancsnokként, közben megkapta tábornoki kinevezését.
1940 őszétől ismét a minisztériumban dolgozott. 1942 novemberében altábornagy, egyben a Magyar 2. hadsereg IV. hadtestének parancsnoka lett. A Don-kanyarban eltöltött rövid idő után visszarendelték, mert súlyos gyomorbaja kiújult.
1944 augusztusának végén a 3. magyar hadsereg IV. hadtestének parancsnoka, e hadtest törzséből hozták létre a hosszú ideje parancsnok nélküli 3. hadsereg vezérkarát, így szeptemberben a 3. hadsereg vezetője. Beosztásában a nyilas hatalomátvétel után is megmaradt, 1944. november 1-jétől pedig vezérezredessé lépett elő. 1945 májusában az amerikaiak fogságába esett, ahol rövidesen öngyilkosságot követett el. Halála után néhány nappal posztumusz lefokozták és elbocsátották a honvédségből.

### Beosztásai
- 23. gyalogsági dandár parancsnoka, 1938. november – 1940. március 1.
- 2. gépesített dandár parancsnoka, 1940. március 1 – 1940. november 1.
- Honvédelmi Minisztérium Ellátási Hivatalának (HM/III) vezető helyettese, a Honvédség főparancsnokának szárnysegédje, 1940. november 1 – 1941. május 1.
- HM/III vezetője, 1941. május 1 – 1942. december
- a Magyar 2. hadseregben a IV. hadtest parancsnoka, 1942. december – 1944. szeptember
- 3. magyar hadsereg parancsnoka, 1944. szeptember 19 – 1945. május 8.

Kitüntetései
- A Magyar Érdemrend Nagykeresztje a hadiszalagon kardokkal
- A Magyar Érdemrend Középkeresztje
- A Magyar Érdemrend Tisztikeresztje
- III. oszt Vaskorona rend
- III. oszt. Katonai Érdemkereszt